# Лохинский 2-й
Лохинский 2-й — посёлок сельского типа в Одинцовском районе Московской области, входит в городское поселение Одинцово. Население — 10 чел. (2010).

## Расположение
Расположен на восточной окраине Одинцова. Высота центра над уровнем моря — 198 метров

## История
До 2006 года входил в состав Мамоновского сельского округа.

## Население
В 1989 году в посёлке числилось 11 хозяйств и 29 жителей.
| 2002 | 2006 | 2010 |
| ---- | ---- | ---- |
| 19   | →19  | ↘10  |